# Исахая Сигэхару
Исахая Сигэхару (яп. 諫早 茂晴, 28 августа 1680 — 12 января 1736) — самурай княжества Сага периода Эдо, 7-й глава рода Исахая. 

## Биография
Родился 28 августа 1680 года в семье Набэсимы Наотаки, владельца деревни Сироиси. В августе 1694 года скончался Исахая Сигэмото, предыдущий глава рода Исахая, и 13 октября Сигэхару унаследовал главенство в семье. 13 сентября 1704 года женился на Офуку, дочери Исахаи Сигэмото.
В 1699 году даймё Набэсима Цунасигэ присвоил четырём ветвям Рюдзодзи статус «равных родственникам». После этого четыре семьи были исключены из числа укэяку (ответственных за управление финансами княжества) и отстранены от участия в политике княжества. Однако, когда новым даймё стал Набэсима Ёсисигэ, Сигэхару и другие представители четырёх ветвей Рюдзодзи вновь получили возможность исполнять обязанности укэяку.
В 1730 году Набэсима Мунэсигэ стал новым даймё и назначил своего приближенного Ариту Хатиэмона на должность управляющего, ограничив полномочия укэяку и начав отстранять Сигэхару от управления княжеством. В марте 1732 года Сигэхару был сделан выговор за то, что он выгнал больных собак из замкового города, что сочли нарушением указа «о сострадании к живым существам», и ему было предписано воздержаться от деятельности. В июне из-за махинаций Маки Сабуродзаэмона, отвечавшего за поставки кедра для княжества, Сигэхару как куратора наказали за недостаточный надзор, его сняли с должности укэяку и поместили под домашний арест, а в декабре вовсе отправили в отставку.
Однако, когда в том же году разразился Великий голод годов Кёхо, Сигэхару, раздавая голодающим рис в своём владении Исахая, сумел предотвратить смертельные случаи, в то время как Арита Хатиэмон и другие не смогли принять эффективных мер в самом княжестве Сага, что привело к гибели от голода 20% населения. В 1733 году, когда Набэсима Мунэсигэ находился на службе в Эдо, Набэсима Наохидэ, даймё Оги, прочитав письмо от находившегося в опале Сигэхару, после консультаций с советниками единолично принял решение об отставке Ариты Хатиэмона без согласия Мунэсигэ. Набэсима Мунэсигэ впоследствии утвердил это решение и четыре семьи Рюдзодзи вновь вернулись к управлению княжеством в качестве укэяку.
Исахая Сигэхару умер 12 января 1736 года. Был похоронен в семейном храме Тэнъю-дзи в Исахае.